# Morasse c. Nadeau-Dubois
Morasse c. Nadeau-Dubois est un arrêt important de la Cour suprême du Canada en matière d'outrage au tribunal, lequel a été rendu le 27 octobre 2016.

## Les faits

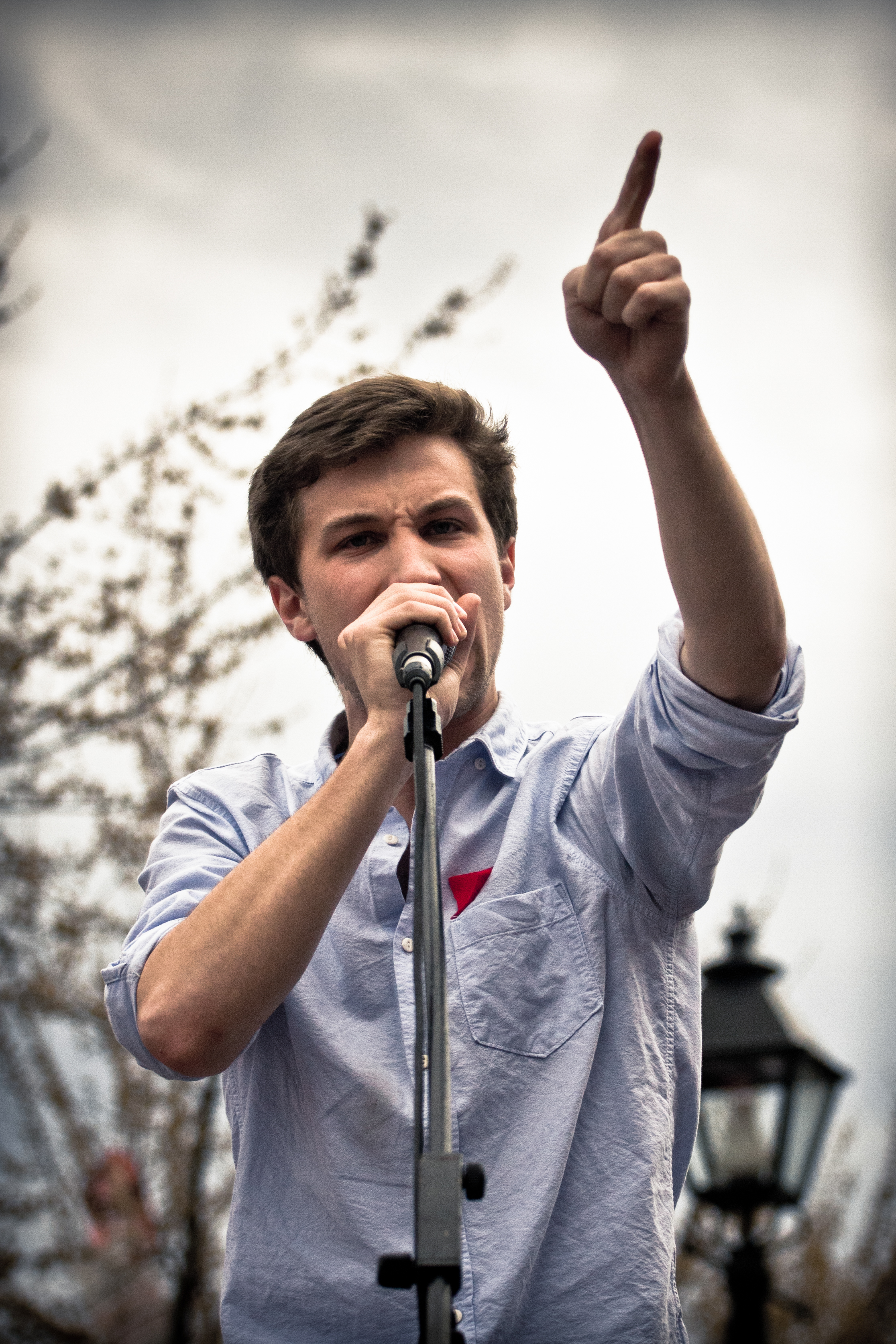
En 2012

Le 12 avril 2012, dans le contexte des perturbations sociales engendrées lors du printemps érable, un étudiant en arts visuels de l'Université Laval, Jean-François Morasse, a demandé et obtenu du juge Jean Hamelin de la Cour supérieure du Québec, une injonction contre son association étudiante afin de pouvoir poursuivre ses cours. L'étudiant, dont l'injonction provisoire a été renouvelée à deux reprises, a eu accès à ses cours. Il a néanmoins décidé d'entreprendre un recours en outrage au tribunal le 15 mai après avoir entendu les propos de Gabriel Nadeau-Dubois, qui a déclaré le 13 mai à l'antenne de la chaîne d'information en continu RDI:

« Je crois qu'il est tout à fait légitime pour les étudiants de prendre les moyens de respecter le choix démocratique qui a été fait d'aller en grève. C'est tout à fait regrettable qu'il y ait une minorité d'étudiants et d'étudiantes qui utilisent les tribunaux pour contourner la décision collective qui a été prise. Nous, on trouve ça tout à fait légitime que les gens prennent les moyens nécessaires pour faire respecter le vote de grève. Et si ça prend des lignes de piquetage, on croit que c'est un moyen tout à fait légitime de le faire. »

Bien que l'injonction ne soit plus en vigueur depuis l'adoption par l'Assemblée nationale de la loi 78, le 18 mai, l'article 32 de la loi spéciale prévoit le maintien des procédures pour outrage au tribunal, un article surnommé « clause Gabriel Nadeau-Dubois » par la députée péquiste Véronique Hivon : « Les injonctions rendues à ce jour sont annulées [...] de manière rétroactive. Mais, de manière assez formidable, le deuxième alinéa, lui, vient maintenir les outrages aux tribunaux. Alors ça, je pense que c'est la clause Gabriel Nadeau-Dubois. On sait qu'il y a certains membres du gouvernement qui avaient une certaine obsession pour ce leader étudiant. »

## Historique judiciaire antérieur
Morasse, qui est représenté pro bono par Me Maxime Roy Martel, a réclamé une peine d'emprisonnement contre le porte-parole de la CLASSE lors de l'audience du 29 mai 2012. Le procureur du plaignant, qui a été référé par le Barreau de Québec, soutient que Nadeau-Dubois « a incité d'autres gens à ne pas respecter l'ordonnance de la Cour. Et cette incitation avait une grande portée, car Gabriel Nadeau-Dubois est très médiatisé. » À ce jour, il s'agit du seul recours en outrage au tribunal en instance relativement à une injonction prononcée dans le cadre du conflit étudiant.
Gabriel Nadeau-Dubois, qui a plaidé non coupable au chef d'accusation, qualifie la situation de « triste et regrettable ». Le procès dans cette affaire a eu lieu les 27 et 28 septembre 2012 au Palais de justice de Québec. Il est reconnu coupable d'outrage au tribunal le 1er novembre 2012. La condamnation sera portée en appel. Le 5 décembre le juge Denis Jacques le condamne à 120 heures de travaux communautaires, mais sa peine est suspendue jusqu'au jugement en appel.
Le 22 janvier 2015, la Cour d'appel acquitte Gabriel Nadeau-Dubois.

## Jugement de la Cour suprême
La Cour suprême du Canada a rejeté l'appel de Morasse et a confirmé l'acquittement par la Cour d'appel. Elle a conclu que « l’appui qu’il a donné au piquetage par les étudiants en général n’équivalait pas non plus à une incitation à employer des piquets de grève pour bloquer l’accès aux cours, puisque l’ordonnance n’interdisait pas complètement le piquetage. Le fait que Morasse n’ait pas prouvé que Nadeau‑Dubois avait connaissance, réellement ou par inférence, de l’ordonnance est déterminant pour trancher la question au regard du deuxième volet. Si Nadeau‑Dubois n’avait pas connaissance de l’ordonnance, il ne pouvait avoir l’intention d’y faire obstacle ou d’inciter d’autres personnes à le faire ».